# Сайприс-Лейкс
Сайприс-Лейкс (англ. Cypress Lakes) — статистически обособленная местность, расположенная в округе Палм-Бич (штат Флорида, США) с населением в 1468 человек по статистическим данным переписи 2000 года.

## География
По данным Бюро переписи населения США статистически обособленная местность Сайприс-Лейкс имеет общую площадь в 1,29 квадратных километров, водных ресурсов в черте населённого пункта не имеется.
Статистически обособленная местность Сайприс-Лейкс расположена на высоте 5 м над уровнем моря.

## Демография
По данным переписи населения 2000 года в Сайприс-Лейкс проживало 1468 человек, 519 семей, насчитывалось 861 домашнее хозяйство и 973 жилых дома. Средняя плотность населения составляла около 1137,98 человек на один квадратный километр. Расовый состав населённого пункта распределился следующим образом: 98,30 % белых, 1,16 % — чёрных или афроамериканцев, 0,34 % — азиатов, 0,14 % — представителей смешанных рас, 0,07 % — других народностей. Испаноговорящие составили 1,84 % от всех жителей статистически обособленной местности.
Из 861 домашних хозяйств в 1,3 % воспитывали детей в возрасте до 18 лет, 57,5 % представляли собой совместно проживающие супружеские пары, в 2,1 % семей женщины проживали без мужей, 39,7 % не имели семей. 36,5 % от общего числа семей на момент переписи жили самостоятельно, при этом 32,1 % составили одинокие пожилые люди в возрасте 65 лет и старше. Средний размер домашнего хозяйства составил 1,70 человек, а средний размер семьи — 2,11 человек.
Население статистически обособленной местности по возрастному диапазону по данным переписи 2000 года распределилось следующим образом: 1,6 % — жители младше 18 лет, 0,6 % — между 18 и 24 годами, 3,0 % — от 25 до 44 лет, 13,7 % — от 45 до 64 лет и 81,1 % — в возрасте 65 лет и старше. Средний возраст жителей составил 74 года. На каждые 100 женщин в Сайприс-Лейкс приходилось 77,9 мужчин, при этом на каждые сто женщин 18 лет и старше приходилось 78,0 мужчин также старше 18 лет.
Средний доход на одно домашнее хозяйство статистически обособленной местности составил 30 387 долларов США, а средний доход на одну семью — 31 866 долларов. При этом мужчины имели средний доход в 51 250 долларов США в год против 28 750 долларов среднегодового дохода у женщин. Доход на душу населения статистически обособленной местности составил 30 387 долларов в год. 1,5 % от всего числа семей в населённом пункте и 4,3 % от всей численности населения находилось на момент переписи населения за чертой бедности, при этом  из них были моложе 18 лет и 4,9 % — в возрасте 65 лет и старше.